# Enhydris
Enhydris – rodzaj węży z rodziny Homalopsidae.

## Zasięg występowania
Rodzaj obejmuje gatunki występujące w Azji Południowej i Południowo-Wschodniej (Indie, Sri Lanka, Bhutan, Nepal, Bangladesz, Mjanma, Tajlandia, Laos, Wietnam, Kambodża, Malezja, Singapur, Brunei i Indonezja).

## Systematyka

### Etymologia
- Enhydris: gr. ενυδρις enhudris „wąż wodny”[7].
- Hypsirhina: gr. ὑψι hupsi „wysoko, w górze”; ῥις rhis, ῥινος rhinos „nos, pysk”[3]. Gatunek typowy: Homalopsis aer H. Boie, 1826 (= Hydrus enhydris Schneider, 1799).
- Potamophis: gr. ποταμος potamos „rzeka”[8]; οφις ophis, οφεως opheōs „wąż”[9]. Gatunek typowy: Potamophis lusingtonii Cantor, 1836 (= Hydrus enhydris Schneider, 1799).

### Podział systematyczny
Do rodzaju należą następujące gatunki:
- Enhydris chanardi Murphy & Voris, 2005
- Enhydris enhydris (Schneider, 1799) – mieliznówka tęczowa[10]
- Enhydris innominata (Morice, 1875)
- Enhydris jagorii (Peters, 1863)
- Enhydris longicauda (Bourret, 1934)
- Enhydris subtaeniata (Bourret, 1934)